# Кисеонички систем КС-50
Кисеонички систем КС-50 један је од заштитних система Руске производње у авиону Т-50, који треба пилоту да обезбеди довољну количину кисоника када лети на висини изнад 23,5 километара.

## Опис
Извор кисеоника за кисеонички систем КС-50 је инсталација уграђене у БКДУ кисеоника - 50, производећи кисеоник из компримовани ваздуха који преузима из компресора мотора авиона.
У поређењу са основног система КЦ-129 систем КС-50 има мању тежину и већу поузданост током употребе више система за анализу гаса.